# 大盛工業
株式会社大盛工業（おおもりこうぎょう）は、東京都千代田区に本社を置く建設会社。主力は上下水道工事。

## 沿革
- 1967年 - 東京都北区岩淵町二丁目1番17号に設立。
- 1993年 - 日本証券業協会に株式を店頭登録。
- 1994年 - 現在の葛飾区水元三丁目に本社移転。
- 1996年 - 東証二部上場。
- 1997年 - 茨城県小美玉市に茨城工場を開設。
- 2002年 - ISO9001（2000年版）認証取得。
- 2003年 - ゼネコン各社と共同でOLY工法研究会を設立。
- 2002年 - ジャパンメディアネットワークを子会社化。[3]
- 2004年 - ジャパンメディアネットワーク自己破産申請。
- 2012年 - 宮城県大崎市に東北支店を開設。
- 2016年 - 東北支店廃止。
- 2016年 - 東京都千代田区に東京本社を開設。本社機能を移転。[4]

## 事業所

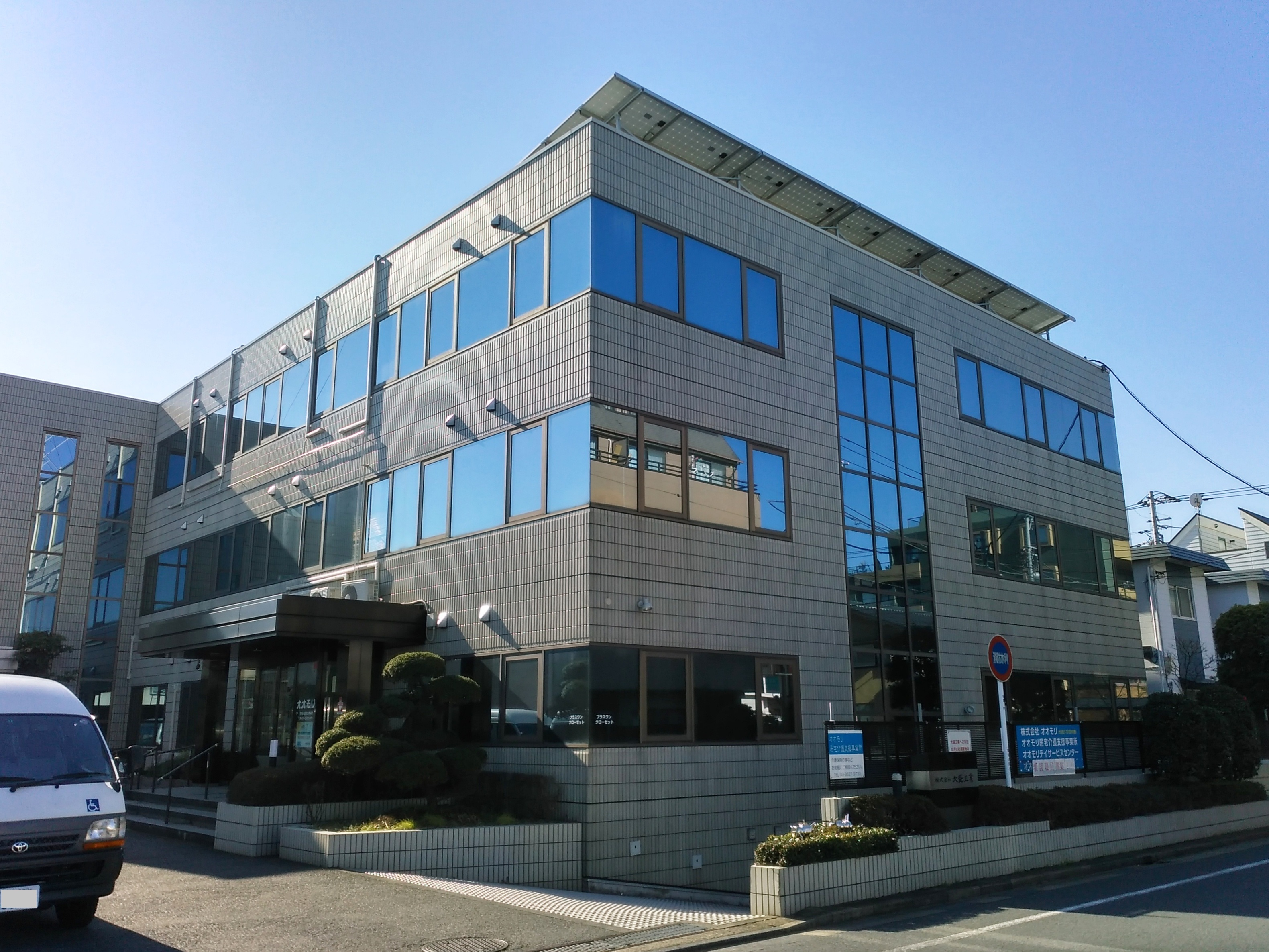
葛飾支店

- 本社 - 東京都千代田区
- 葛飾支店 - 東京都葛飾区
  - OLY推進部 - 東京都葛飾区
- 茨城工場 - 茨城県小美玉市